# Wochenschrift für Gärtnerei und Pflanzenkunde
Wochenschrift für Gärtnerei und Pflanzenkunde (abreviado Wochenschr. Gärtnerei Pflanzenk.) fue una revista ilustrada y con descripciones botánicas que fue editada en Berlín. Se publicaron los números 1 y 2, en los años 1858-1859. Fue precedida por Verhandlungen des Vereins zur Beforderung des Gartenbaues in den Koniglich Preussischen Staaten y reemplazada por Wochenschr. Vereines Beford. Gartenbaues Konigl. Preuss. Staaten.